# José Fulgencio Martínez
José Fulgencio Martínez Hernández (Cartagena, 2 de abril de 1702-Nápoles, 27 de marzo de 1770), también conocido como Giuseppe Martínez, fue un marino y corsario español. Convertido en comandante naval del reino de las Dos Sicilias bajo el reinado del infante Carlos de Borbón, futuro Carlos III de España, Martínez llevó la marina napolitana a su máxima cota de poder.
Por su exitosa carrera combatiendo la piratería berberisca y a los estados musulmanes norteafricanos, se le conoció como  el "Terror de los Berberiscos" (Il Terrore dei Barbareschi).

## Biografía
Cuarto hijo de Antonio Martínez, de una historiada familia de militares, José Fulgencio se unió a la armada real de Felipe V, donde alcanzó pronto el rango de capitán. Formó parte del contingente de Carlos de Borbón durante la guerra de sucesión polaca, en la que se produjo la toma de Nápoles que devolvió el reino homónimo a la órbita española, y después de la entronización del infante en 1734, como rey del nuevo reino de las Dos Sicilias, se le nombró capitán en la armada local.
La desastrosa gestión de los virreyes austríacos se hacía palpable en el mal estado de la marina incapaz de enfrentarse al corso musulmán y a sus continuos ataques para la caza de esclavos, y tan sólo cuatro años después del cambio de dinastía, cuatro jabeques argelinos irrumpieron en el puerto de Nápoles para tratar de secuestrar al joven rey a su returno en barco, operación que casi consiguieron. Esto llevó a Carlos a reformar completamente los ejércitos locales. Carlos además un tratado de paz con el imperio otomano en 1740, pero los propios turcos tenían muy poco control sobre los poderes norteafricanos, y la vía militar se convertiría en la única posible.
La primera hazaña de Martínez sería en 1743, cuando al mando de la galera San Francisco y otra embarcación de apoyo capturó un gran buque musulmán. Esta no sería sino la primera de más de 30 escaramuzas y batallas navales victoriosas contra las armadas moras a lo largo de los años, que convirtieron a Martínez en un favorito del rey Carlos y uno de los cristianos más odiados en el Mediterráneo. El cartagenero, ascendido a almirante general de la armada duosicilinia en 1749, llegaría a capturar a tantos corsarios africanos que la leyenda decía que el rey pudo edificar el Palacio Real de Caserta sólo con sus trabajos forzados.
En abril de 1752, Martínez asestó un golpe de efecto a Argel hundiendo su capitana, apodado el Gran León, frente a las costas de Zacinto, y  exactamente un año después repitió la jugada con la flota de Trípoli en sus propias costas, tras lo que la agresividad de sus corsarios disminuyó notablemente. El capitán español, apodado el Capitán Peppe por los napolitanos, era ya considerado en Italia el terror de los berberiscos, comparable a su homólogo peninsular Antonio Barceló; fue herido de gravedad tres veces a lo largo de su carrera, pero sobrevivió a las tres, haciéndose rumorear entre los africanos que era inmortal.
Un personaje extrovertido y excéntrico, se le llegó a acusar de sodomía, diciéndose de él que yacía con hombres y se insinuaba a marineros jóvenes, pero fue absuelto de los cargos. En todo caso Martinez estaba casado con la dama hispanoitaliana Agata Gil, con la que tenía dos hijos, Giovanbattista y Domenico. También se le acusó de malgastar los suministros reales, pero el rey le exculpó con la condición de que Martínez corriese con los gastos de las iniciativas irregulares de su propio bolsillo. La fama naval del Capitán Peppe generalmente le protegió de estos y otros litigios.
Con la despedida de Carlos en 1759, año en que dejó Nápoles para recoger el trono de España, la marina napolitana volvió a decaer con la gestión negiglente del regente Bernardo Tanucci, quedando Martínez como el único de sus activos. El Capitán Peppe moriría en 1770, dejando sin sucesor su papel en el reino.
Su nieto Ernesto Martínez sería teniente general de la marina italiana y Senado del Reino de Italia entre 1908 y 1932.